# Стъклени планини
Стъклените планини (на английски: Glass Mountains) или Лъскави планини (Gloss Mountains) са редица от плата и възвишения, простиращи се от „Пермските червени легла“ на Възвишението Блейн в окръг Мейджър на Северозападна Оклахома, САЩ.
Простират се западно по дължината на американската магистрала 412 от Ориента на юг от река Симърон (Cimarron). Името идва от блестящите кристали селенит по склоновете и върховете на платата.
През 1875 година поради грешка при транскрибирането, допусната в една карта, името на планините било сменено от Glass (Стъклените) на Gloss (Лъскавите), което и до днес се използва за тяхно име.
Щатската управа на Оклахома е обявила територията на високопланинското плато на шест мили западно от Ориента по протежението на магистрала № 412 за щатски парк. Паркът дава възможност на алпинистите да се изкачват до върха на платото по обозначена пътека и стълби. Там се простира езерото Гърмящата змия и има маси за пикник.
- Стъклените планини са покрити с масивен слой гипс (USGS снимка на Джордж Ървинг Адамс, 1900)[2]
- Описателна табела на Стъклените планини (2005)